# Heribert Mariezcurrena i Corrons
Heribert Mariezcurrena i Corrons (Girona, 17 de juny de 1847 - Barcelona, 30 de maig de 1898) fou un gravador i fotògraf català amb galeria a Barcelona des de 1870, anomenada Fotografia Catalana. Impulsor de tècniques fotogràfiques, el 1876 va fundar la Societat Heliogràfica Espanyola, juntament amb Josep Thomas i Bigas, Miquel Joarizti Lasarte i Josep Serra i Pausas. En dues ocasions va viatjar a París acompanyat d'altres socis per aprendre la tècnica heliogràfica i del fotogravat al taller de Charles Guillot. Ja tornat a Barcelona, va participar en l'elaboració de l'Album pintoresch monumental de Catalunya, impulsat per l'Associació Catalanista d'Excursions Científiques, de la qual n'era soci. El 1884, Lluís Tasso i Serra, llavors editor de La Ilustración. Revista hispano-americana, el va enviar a fotografiar els terratrèmols que havien tingut lloc a Málaga i Granada, amb la qual cosa el seu reportatge es convertí en el primer del fotoperiodisme a Espanya. Va estar casat amb Flora Roger.